# تاريخ بنتن

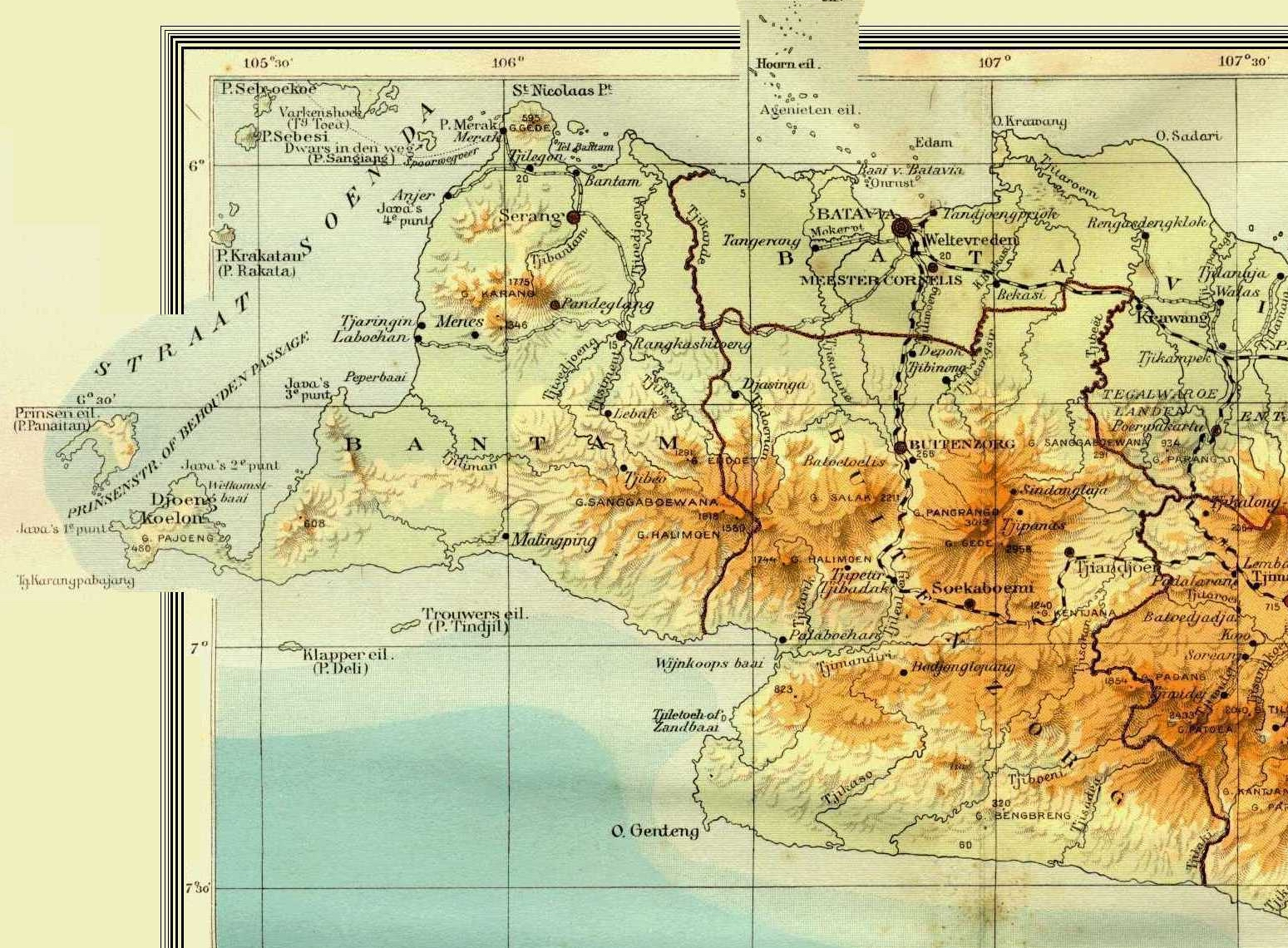

تاريخ بنتن (بالإنجليزية: Sejarah Banten) عبارة عن تسجيل أحداث باللغة الجاوية يحتوي على قصص التحول إلى الإسلام في إندونيسيا، وتعود مخطوطات تاريخ تسجيل الأحداث وفقا لتسلسلها الزمني إلى أواخر القرن التاسع عشر، رغم أنه توجد مخطوطتان معروف أنهما مكتوبتان من النصوص الأصلية في الثلاثينيات والأربعينيات من القرن الثامن عشر.
وبسبب ندرة السجلات التاريخية الرئيسية والقيود المفروضة عليها، يعد تاريخ بنتن واحدا من روايات الأساطير الإندونيسية التي يرجع إليها العلماء لمساعدتهم على إلقاء الضوء على أوجه انتشار الإسلام في إندونيسيا، وهو الدين السائد في الأرخبيل الإندونيسي منذ القرن السادس عشر. ومثل تاريخ أرض جاوة ("Babad Tanah Jawi")، يحتوي تاريخ بنتن على أحداث سحرية، ومع ذلك، لا تتم الإشارة إلى عمليات الانتقال إلى الإسلام على وجه الخصوص، كما أنه لا يظهر تركيز على طقوس التحويل الرسمية والملموسة مثل الجهر بالإيمان والختان.

## قصة سونان غيري
وفقًا لتاريخ بنتن، فقد جاء رجل دين أجنبي، هو مولانا أوسلام، إلى فلمبان في النتوء الشرقي لجاوة التي لم يترسخ فيها الإسلام حتى القرن الثامن عشر. وقد كانت ابنة حاكم بالامبنجان مريضة مرضا خطيرا، إلا أنها شفيت عندما أعطاها مولانا أوسلام بزرة الفوفل لمضغها. وقد تم عرض الزواج منها على مولانا أوسلام، إلا أنه رفض العرض عندما رفضت الأميرة التحول إلى دينه الإسلام. وقد ترك مولانا أوسلام الأميرة الحامل عندما غادر بالامبنجان، وبعد ذلك تم إلقاء ابنها في البحر في صندوق، مثل قصة سيدنا موسى كما تظهر في الإنجيل وفي سورة يونس في القرآن الكريم. وقد تم التقاط الصندوق من البحر في جريسيك، وتمت تربية الطفل على الإسلام. وقد أصبح أول سونان لغيري.